# Mondercange
Mondercange (en luxembourgeois : Monnerech  et en allemand : Monnerich) est une localité luxembourgeoise et le chef-lieu de la commune portant le même nom située dans le canton d'Esch-sur-Alzette.

## Géographie

### Localisation
|                  | Reckange-sur-Mess | Leudelange  |
| Sanem            | Mondercange       | Bettembourg |
| Esch-sur-Alzette | Schifflange       | Kayl        |

La superficie boisée de la commune est de 195 hectares.

### Sections de la commune
- Bergem
- Foetz
- Mondercange (siège)
- Pontpierre

### Voies de communication et transports
La commune se trouve à proximité des autoroutes Autoroute A4 et Autoroute A13 et de la route nationale N13.
La commune est desservie par le Transport intercommunal de personnes dans le canton d'Esch-sur-Alzette (TICE) en ce qui concerne Pontpierre, et par le Régime général des transports routiers (RGTR). Elle opère un service « City-Bus » sur réservation, le « Mobus ».

## Histoire
La localité de Mondercange figure sans doute parmi les plus anciennes du Grand-Duché, puisque mention en est faite déjà en l’an 965 dans un acte officiel qui régla la cession des droits seigneuriaux du comte Sigefroid sur le village au profit de l’abbaye d'Echternach. La première église chrétienne, datant du Xe siècle, se dressait probablement non loin de l’église actuelle.
En 1989, les restes d’une vaste propriété romaine (villa rustica) furent découverts et des fouilles archéologiques furent organisées par le Musée National. Cette découverte prouve que le village existe depuis l’époque gallo-romaine.
Vu sa situation géographique exposée (entre le duché de Luxembourg et la Lorraine), Mondercange a vécu tout au long du Moyen Âge une histoire assez mouvementée.
Mais l’aube des temps modernes n’apporta guère d’améliorations. Des procès de sorcellerie eurent lieu à la fin du XVIe siècle et vers 1620, la peste réduisit de moitié la population. De plus, les pillages des mercenaires engagés dans les guerres fréquentes du XVIIe siècle réduisirent en cendres à plusieurs reprises le village.
Néanmoins, le XVIIIe siècle et surtout le règne autrichien sous l’impératrice Marie-Thérèse améliora nettement la qualité de vie, non seulement des habitants du village, mais aussi du pays entier.
C’est à cette époque (1738) qu’eut lieu la construction de la « nouvelle » église que l’on peut admirer encore aujourd’hui et qui a été classée « monument national » pour son architecture baroque typique.
En 1804, la localité de Mondercange comptait 80 maisons, Bergem en comptait 20 et Pontpierre et Foetz 21. On comptait 21 « pauvres » et 3 « mendiants ».
L’essor de la sidérurgie survenu vers la fin du XIXe siècle, qui transforma les localités voisines telles qu’Esch-sur-Alzette, Differdange ou Dudelange en de vraies petites métropoles, n’influença que superficiellement les localités de la commune de Mondercange, qui restèrent marquées surtout par l’agriculture. Ce n’est qu’après la Seconde Guerre mondiale, et surtout dans les années 1970 et 1980, que survint une véritable explosion démographique.
En 1900, la commune de Mondercange comptait 1 016 habitants, 1 365 en 1930 et 2 200 en 1960. Aujourd’hui, la commune a atteint les 6 250 habitants.

## Politique et administration

### Liste des bourgmestres
| Identité                             | Période          | Période                                     | Durée                      | Étiquette |
| Identité                             | Début            | Fin                                         | Durée                      | Étiquette |
| ------------------------------------ | ---------------- | ------------------------------------------- | -------------------------- | --------- |
| Dan Kersch (né en 1961)              | novembre 2005    | 3 décembre 2013 (entrée au gouvernement (d) | 8 ans et 1 mois            | LSAP      |
| Christine Schweich (d) (née en 1983) | 19 décembre 2013 | 14 novembre 2017                            | 3 ans, 10 mois et 26 jours | LSAP      |
| Jeannot Fürpass (d)                  | 15 novembre 2017 | En cours                                    | 7 ans, 3 mois et 27 jours  | CSV       |

## Population et société

### Démographie
L'évolution du nombre d'habitants est connue à travers les recensements de la population effectués dans le pays depuis 1821. Les recensements décennaux de la population permettent de caler les chiffres sur la composition de la population par sexe, âge, nationalité et commune de résidence. Entre deux recensements, la population au 1er janvier de l’année {\displaystyle x} est évaluée en ajoutant à la population au 1er janvier de l’année {\displaystyle x-1} les soldes naturel (naissances {\displaystyle -} décès) et migratoire (arrivées {\displaystyle -} départs) de l'année. La même méthode est appliquée pour la répartition par âge au 1er janvier et les effectifs totaux par nationalité. Depuis le 1er septembre 2023, le Luxembourg dénombre 100 communes.
Au 1er janvier 2024, la commune comptait 7 274 habitants.
| 1821 | 1851  | 1871  | 1880  | 1890  | 1900  | 1910  | 1922  | 1930  |
| ---- | ----- | ----- | ----- | ----- | ----- | ----- | ----- | ----- |
| 988  | 1 261 | 1 216 | 1 188 | 1 129 | 1 022 | 1 034 | 1 140 | 1 365 |

| 1935  | 1947  | 1960  | 1970  | 1978  | 1979  | 1981  | 1983  | 1984  |
| ----- | ----- | ----- | ----- | ----- | ----- | ----- | ----- | ----- |
| 1 311 | 1 253 | 2 200 | 3 262 | 3 837 | 3 923 | 3 964 | 4 080 | 4 200 |

| 1985  | 1986  | 1987  | 1988  | 1989  | 1990  | 1991  | 1992  | 1993  |
| ----- | ----- | ----- | ----- | ----- | ----- | ----- | ----- | ----- |
| 4 250 | 4 310 | 4 350 | 4 466 | 4 625 | 4 743 | 4 942 | 5 160 | 5 468 |

| 1994  | 1995  | 1996  | 1997  | 1998  | 1999  | 2000  | 2001  | 2002  |
| ----- | ----- | ----- | ----- | ----- | ----- | ----- | ----- | ----- |
| 5 639 | 5 761 | 5 821 | 5 817 | 5 936 | 6 026 | 6 128 | 6 089 | 6 099 |

| 2003  | 2004  | 2005  | 2006  | 2007  | 2008  | 2009  | 2010  | 2011  |
| ----- | ----- | ----- | ----- | ----- | ----- | ----- | ----- | ----- |
| 6 103 | 6 092 | 6 117 | 6 139 | 6 109 | 6 130 | 6 153 | 6 209 | 6 228 |

| 2012  | 2013  | 2014  | 2015  | 2016  | 2017  | 2018  | 2019  | 2020  |
| ----- | ----- | ----- | ----- | ----- | ----- | ----- | ----- | ----- |
| 6 286 | 6 280 | 6 351 | 6 420 | 6 510 | 6 708 | 6 936 | 6 959 | 7 007 |

| 2021  | 2022  | 2023  | 2024  | - | - | - | - | - |
| ----- | ----- | ----- | ----- | - | - | - | - | - |
| 6 982 | 6 964 | 7 119 | 7 274 | - | - | - | - | - |

Pour des raisons techniques, il est temporairement impossible d'afficher le graphique qui aurait dû être présenté ici.